# Rasalgethi
Rasalgethi (Alfa Herculis, α Her) – gwiazda w konstelacji Herkulesa, odległa o około 380 lat świetlnych od Słońca.

## Nazwa
Nazwa gwiazdy wywodzi się z arabskiego ‏رأس الجاثي‎ ra's al-džātī i oznacza „głowę klęczącego”. Międzynarodowa Unia Astronomiczna w 2016 roku formalnie zatwierdziła użycie nazwy Rasalgethi dla określenia najjaśniejszego składnika tej gwiazdy.

## Charakterystyka
Jest to gwiazda potrójna. Dwa większe składniki tego układu są na niebie oddalone o 4,8″, można je więc zaobserwować osobno już przy użyciu niewielkiej lunety. Są od siebie oddalone o 570 au i okrążają się z okresem 3600 lat. Oba są olbrzymami, a jaśniejszy z nich – jasnoczerwony olbrzym lub nadolbrzym Alfa Herculis A typu widmowego M5II, ma średnicę 680 razy większą niż Słońce. Oznacza to, że we wnętrzu tej gwiazdy zmieściłaby się orbita Marsa. Ciemniejszy z olbrzymów o typie F8 jest okrążany z okresem 51,6 dnia przez nieobserwowany optycznie a jedynie spektroskopowo trzeci składnik układu. Podejrzewa się, że jest to gwiazda typu G8III lub A9V-IV.
Alfa Herculis A jest gwiazdą zmienną, co odkrył już w roku 1795 sir William Herschel. Okres zmienności waha się od 50 do 150 dni, a wielkość zmiany to maksymalnie około 1m. Dokładniejsze badania wskazują, że gwiazda ma dwa okresy zmienności. Z większą częstotliwością – rzędu 30-100 dni, zachodzą słabe zmiany o około 0,1m, natomiast większą zmianę można zaobserwować w okresie ponad 370 dni. W roku 1989 pojawiła się jednak sugestia, że Alfa Herculis A nie jest gwiazdą zmienną a podwójną. Jej niezaobserwowany dotąd towarzysz musiałby znajdować się w odległości 0″19, co mogłoby tłumaczyć zmiany jasności, jednak ta hipoteza nie została jak dotąd potwierdzona empirycznie.
Rasalgethi jest otoczona przez rozszerzającą się otoczkę materii rozciągającą się w promieniu około 900 au. Tempo tracenia w ten sposób przez nią masy określa się na poziomie od 1×10−7 do 3×10−7 mas Słońca na rok.